# 狮鼻鱼
狮鼻鱼（学名：Vitiaziella cubiceps）为輻鰭魚綱鯨頭魚目巨鼻鱼科狮鼻鱼属的鱼类，为狮鼻鱼属的唯一一个种。分布于太平洋以及南海等海域，垂直分布约6200-2000米。